# Distretto urbano di Tanga
Il distretto urbano di Tanga è un distretto della Tanzania situato nella regione di Tanga. È suddiviso in 27 circoscrizioni (wards) e conta una popolazione di 393 429 abitanti (censimento 2022).

## Suddivisione amministrativa
Il distretto è diviso nelle seguenti circoscrizioni (wards), tra parentesi gli abitanti (censimento 2022):
1. Central (5 462)
2. Chongoleani (5 882)
3. Chumbageni (14 326)
4. Duga (24 545)
5. Kiomoni (10 151)
6. Kirare (4 933)
7. Mabawa (26 978)
8. Mabokweni (6 276)
9. Magaoni (21 746)
10. Majengo (7 290)
11. Makorora (18 630)
12. Marungu (3 612)
13. Masiwani (27 842)
14. Maweni (40 742)
15. Mnyanjani (21 940)
16. Msambweni (10 774)
17. Mwanzange (8 386)
18. Mzingani (15 621)
19. Mzizima (17 561)
20. Ngamiani Kaskazini (3 326)
21. Ngamiani Kati (4 200)
22. Ngamiani Kusini (7 637)
23. Nguvumali (17 249)
24. Pongwe (23 466)
25. Tangasisi (28 434)
26. Tongoni (6 103)
27. Usagara (10 317)